# Sa Dragonera

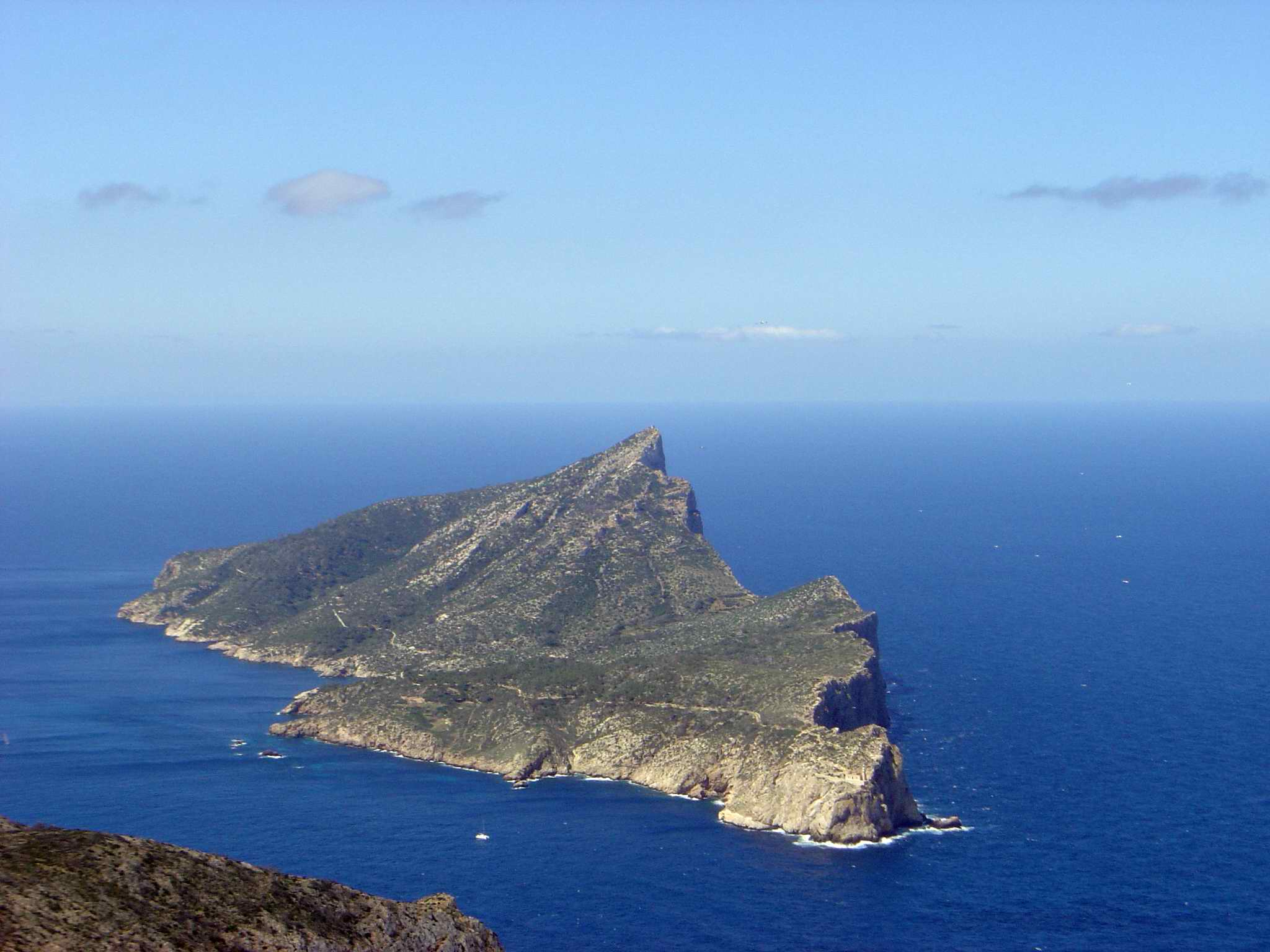
Sa Dragonera – widok z Majorki

Sa Dragonera – wyspa w archipelagu Balearów, leżąca u zachodniego brzegu Majorki.
Nazwa Sa Dragonera jest nazwą w języku katalońskim, w języku hiszpańskim nazywana jest Isla Dragonera.
Sa Dragonera jest wyspą niezamieszkaną, liczy około 3200 m długości oraz maksymalnie 500m szerokości. Najwyższym szczytem jest Pico Popi o wysokości 360 m n.p.m. Przez jej całą długość biegnie kamienista ścieżka, która łączy naturalny port Cala Lado z latarnią morską znajdującą się na południowym krańcu wyspy.
Od 1995 na jej terenie znajduje się isla Mediana Parque Natural (obejmujący swoim zasięgiem także Pantaleu) z ostoją licznych gatunków ptaków i endemicznego gatunku Podarcis lilfordi.